# Пергаментний папір

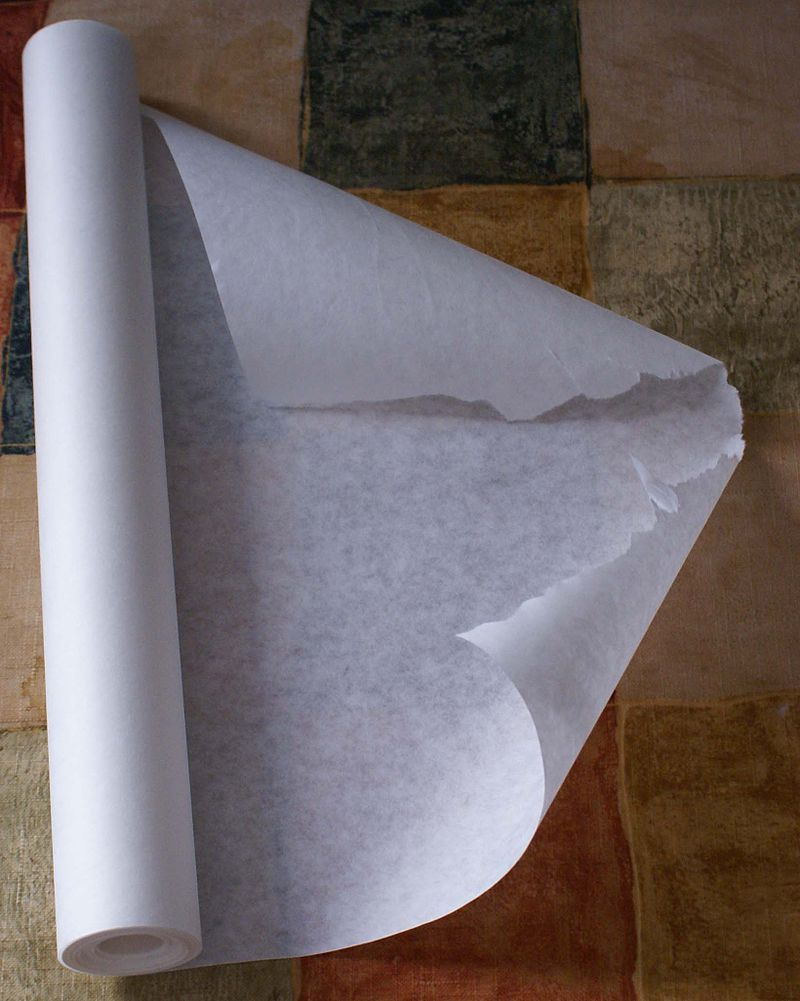
Пергаментний папір у рулоні

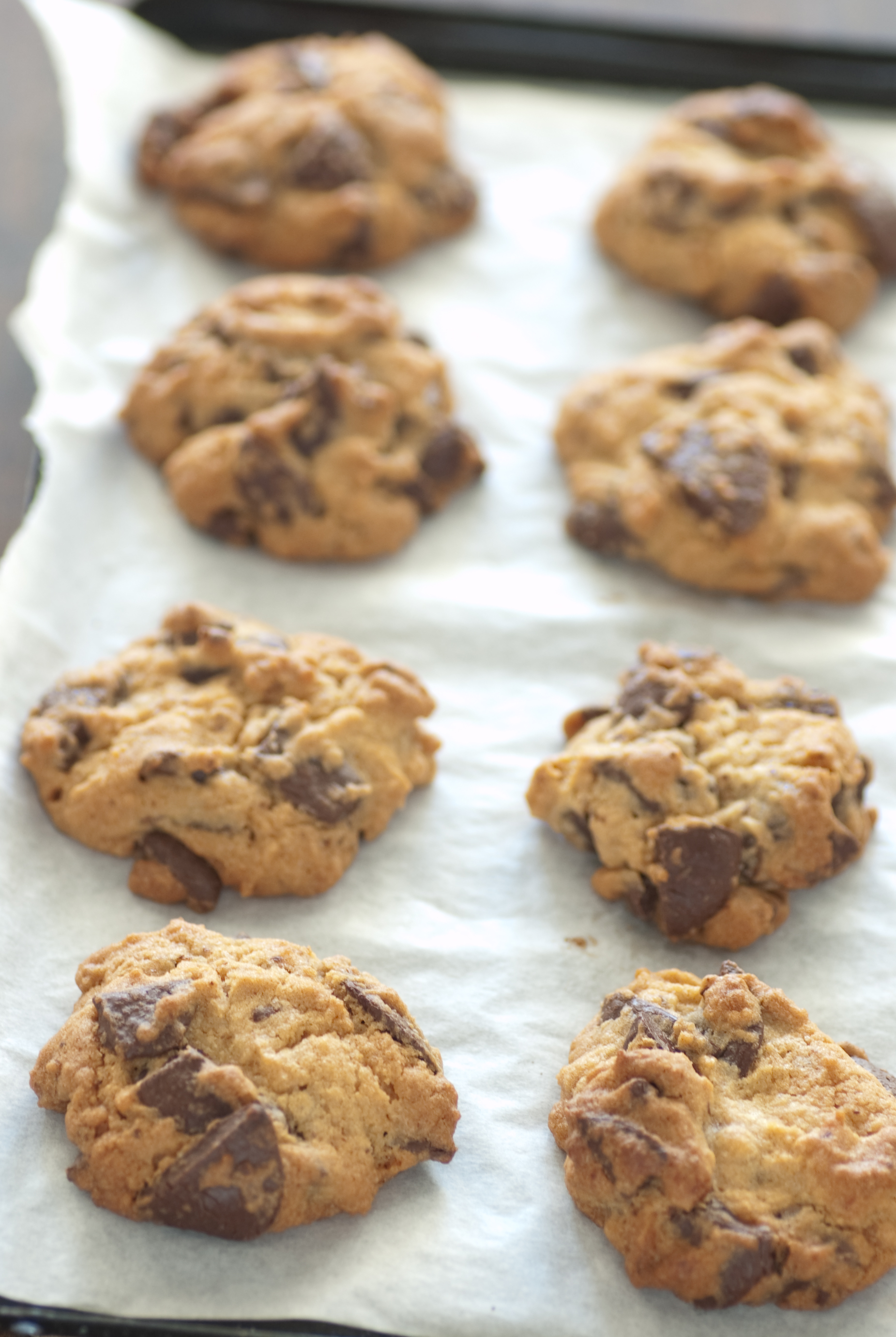
Печиво з шоколадними дрібками на пергаментному папері

Пергаментний папір — особливий вид щільного паперу, який не пропускає вологу та жири.

## Загальний опис
Виготовляється з пористого фільтрувального паперу (див. Фільтрувальний матеріал). Фільтрувальний папір обробляється 50 % розчином сірчаної кислоти, при цьому частина целюлози руйнується і закупорює пори. Отриманий папір примусово сушать.
Наразі пергаментний папір використовується в основному для упаковки харчових продуктів: кулінарних виробів, бутербродів, готових страв з м'яса, риби та ін. Їм також застеляються металеві листи з бортами для запікання рідкого бісквітного тіста, для його подальшого легкого виймання з форми (так як інакше, через наявність великої кількості яєць в тісті, при випіканні утворюється міцна зв'язка крихкого і тонкого листа бісквіта з формою).
Також папір застосовується в фармакології (зокрема фармації) і техніці як пакувальний матеріал.